# Пезинский замок
Пезинский замок или Пезинок (словац. Zámok Pezinok, Šimák Zámok Pezinok) — ренессансный замок недалеко от центра города Пезинок в Замковом парке, который изначально представлял собой средневековую кроепость, окруженную со всех сторон водой.

## История
Первое упоминание о замке в Пезинке относится к 1271 году, когда он, как и другие замки в округе, подвергся нападению войск Пржемысла Отакара II. В те времена замок окружали два рва, наполненные водой из ручья Кайланске. К замку через рвы вели два подъёмных моста. На насыпи между рвами располагались хозяйственные постройки. Имущество рода графов Свети-Юра и Пезинок (со временем распавшегося на две ветви) долго было предметом раздоров между двумя ветвями ранее единого рода. Именно благодаря этому спору, начавшемуся в Пезинке в 1401 году и продлившемуся до 1429 года, историки имеют довольно подробное описание замка и города того периода, принадлежавших графу Юраю и его брату Микулашу, одними из самых богатых и влиятельных дворян Венгрии. Во время судебного противостояния они описали всё разделяемое имущество, включая замок Пезинок.
В 1575 году при новых владельцах Пезинок начали перестраивать в ренессансных тенденциях того времени, были расширены и видоизменены жилые и хозяйственные постройки. Память о новых владельцах и реконструкции сохранилась благодаря установленным ими мемориальным доскам. Иван Крушич оставил мемориальную доску с гербом и надписью на фасаде внутренней башни. Над входными воротами со стороны двора установлена мемориальная доска в честь Штефана Илешхази, герб Штефана Илешхази и его жены Катарины Палфи находится над порталом с правой стороны двора.
В XVII веке замок был заброшен и вновь отремонтирован в 1718 году Яном Палфи. В XIX веке Пальфи провели две реконструкции, одну в 1844 году, вторую, даже более масштабную, в 1875 году, когда часть замка была полностью перестроена в романтических мотивах того времени. После этих преобразований замка в усадебный дом его фортификационный характер был окончательно утерян. В это же время Палфи преобразовали сад вокруг шато в английский парк с редкими деревьями. В 1875 году пожар уничтожил северную хозяйственную часть замка. В конце XIX века южная часть (где сегодня находится замковая винодельня) была преобразована в романтическом духе и стиле неоренессанса .

## Реконструкция
В первой половине 2019 года в замке была проведена масштабная реконструкция фасада и интерьера. Вместо построенного во времена социализма административного здания была построена новая гостиница с рестораном и оздоровительным центром, а в центре отремонтированного двора построен фонтан. В другой, более аутентичной, части замка в настоящее время расположены бережно отреставрированные с исторической точки зрения апартаменты Палфи, в том числе большой исторический зал, украшенный настенными росписями с изображением городов и деревень местного винодельческого региона, а также галерея стекла с произведениями искусства мастеров-стеклодувов.